# Geszty Péter
Geszty Péter (született: Geszti Péter Miklós, Budapest, 1932. december 3. – Budapest, 1987. szeptember 17.) dramaturg, szerkesztő, humorista, Geszti Péter édesapja.

## Életpályája
Geszti Miklós (1896–1980) és Erdős Erzsébet (1905–1979) gyermekeként született. Az 1960-as évektől a Magyar Rádió és a Magyar Televízió munkatársa volt, állandó alkotóként közreműködött a Rádió Kabarészínháza és a Televízió szilveszteri műsorainál. Útjára indította a „Van benne valami” és a „Kicsoda, micsoda” című műsorokat, valamint a „Humoristák klubja” adásait készítette. Ezt követően a televízió Kereskedelmi Igazgatóságán dolgozott, majd vezető szerkesztővé nevezték ki, ebben a minőségben a tv reklámfilmjeit gondozta. Egyik ilyen filmje a cannes-i nemzetközi reklámfilm fesztiválon elnyerte a Nemzetközi díjat.

## Fontosabb munkái
- A francia irodalom képeskönyvéből – sorozat (1964)
- A tettes nem más… – (1969) rend.: Nemere László, op.: Mezei István
- A zene barátainak – (1965)
- Jazz iskola – (1968) sorozat rend.: Ruittner Sándor, op.: Németh Attila
- Maszk nélkül – A. Rajkin műsora (1970) rend..: Kazán István, op.: Novákovits András
- Második otthonunk – sorozat
- Oscar 1133-Dusan Vukotic – rend.: Varga Éva, op.: Szilágyi Virgil
- Pesti kabaré – (1968) sorozat
- Szende szélhámosok – (1968) rend.: Wiedermann Károly, op.: Molnár Miklós
- Zokogó majom – (1981) rend.: Várkonyi Gábor, op.: Lukás Lóránt
- A 70 éves Obrezcov – (1972) rend.: Rényi Tamás, op.: Herczenik Miklós
- A nagy kombinátor – Ilf Petrov est (1976)
- A rádió hullámhosszán érkezett – (1966) rend.: Kalmár András, op.: Czabarka György
- Azok a boldog békeévek – (1968)
- Család ellen nincs orvosság – (1969) rend.: Marton Frigyes, Molnár Miklós
- Made in Hungary – (1966) rend.: Bánki Iván, op.: Molnár Miklós
- Örök szép dallamok – (1967) rend.: Kalmár András, op.: Nagy József
- Qualiton coctail – (1966) rend.: Kalmár András, op.: Kocsis Sándor

## Könyvei
- Rádió-kabaré (RTV-Minerva, 1975)
- Rádiókabaré II. (RTV-Minerva, 1978)

## Díjak, kitüntetések
- Cannes – Nemzetközi Reklámfilm Fesztivál díja

## Származása
| Geszty Péter (Budapest, 1932. dec. 3. – Budapest, 1987. szept. 17.) | Apja: Geszti Miklós Marcell (született Guszmann Mór Marcell) (Budapest, 1896. jún. 24. – Budapest, 1980. okt. 12.) | Apai nagyapja: Guszmann Ignác (1854 – Budapest, 1927. febr. 7.) ékszerész              | Apai nagyapai dédapja: Guszmán Áron                                           |
| Geszty Péter (Budapest, 1932. dec. 3. – Budapest, 1987. szept. 17.) | Apja: Geszti Miklós Marcell (született Guszmann Mór Marcell) (Budapest, 1896. jún. 24. – Budapest, 1980. okt. 12.) | Apai nagyapja: Guszmann Ignác (1854 – Budapest, 1927. febr. 7.) ékszerész              | Apai nagyapai dédanyja: Klein Julianna                                        |
| Geszty Péter (Budapest, 1932. dec. 3. – Budapest, 1987. szept. 17.) | Apja: Geszti Miklós Marcell (született Guszmann Mór Marcell) (Budapest, 1896. jún. 24. – Budapest, 1980. okt. 12.) | Apai nagyanyja: Rothmann Gizella (1860 – 1942. okt. 26.)                               | Apai nagyanyai dédapja: Rothmann Jakab                                        |
| Geszty Péter (Budapest, 1932. dec. 3. – Budapest, 1987. szept. 17.) | Apja: Geszti Miklós Marcell (született Guszmann Mór Marcell) (Budapest, 1896. jún. 24. – Budapest, 1980. okt. 12.) | Apai nagyanyja: Rothmann Gizella (1860 – 1942. okt. 26.)                               | Apai nagyanyai dédanyja: n.a.                                                 |
| Geszty Péter (Budapest, 1932. dec. 3. – Budapest, 1987. szept. 17.) | Anyja: Erdős Erzsébet Zsófia (Arad, 1905. júl. 7. – 1979. aug. 21.)                                                | Anyai nagyapja: Erdős Hugó (1901-ig Engel) (Glogovác, 1873 – Budapest, 1934. máj. 29.) | Anyai nagyapai dédapja: Engel Mór                                             |
| Geszty Péter (Budapest, 1932. dec. 3. – Budapest, 1987. szept. 17.) | Anyja: Erdős Erzsébet Zsófia (Arad, 1905. júl. 7. – 1979. aug. 21.)                                                | Anyai nagyapja: Erdős Hugó (1901-ig Engel) (Glogovác, 1873 – Budapest, 1934. máj. 29.) | Anyai nagyapai dédanyja: Kornfeld Amália                                      |
| Geszty Péter (Budapest, 1932. dec. 3. – Budapest, 1987. szept. 17.) | Anyja: Erdős Erzsébet Zsófia (Arad, 1905. júl. 7. – 1979. aug. 21.)                                                | Anyai nagyanyja: Tedeskó Ilona Sára (Budapest, 1880. ápr. 6 – ?)                       | Anyai nagyanyai dédapja: Tedeskó Samu vaspályai hivatalnok (Liptószentmiklós, |
| Geszty Péter (Budapest, 1932. dec. 3. – Budapest, 1987. szept. 17.) | Anyja: Erdős Erzsébet Zsófia (Arad, 1905. júl. 7. – 1979. aug. 21.)                                                | Anyai nagyanyja: Tedeskó Ilona Sára (Budapest, 1880. ápr. 6 – ?)                       | Anyai nagyanyai dédanyja: Fink Amália (Borossebes, 1847 – 1929)               |